# Петър Гудев
Петър Тодоров Гудев е български политик от Народнолибералната партия. Той е министър-председател на България в 29-ото правителство (16 март 1907 – 29 януари 1908, нов стил).

## Биография
Петър Гудев е роден през 1862 година в село Градец (област Сливен). Учи право в Париж и завършва в Брюксел. След завръщането си в България е чиновник в министерство на правосъдието, а от 1893 г. в министерство на обществените сгради, пътищата и съоръженията. Активен деец на Народнолибералната партия, по време на нейното управление той е председател на Народното събрание (1905 – 1907), а след убийството на Димитър Петков оглавява правителството, като същевременно е министър на вътрешните работи.
Проведена през 1910 година парламентарна анкета установява, че за продължилото по-малко от година участие в правителството Петър Гудев изтегля над 400 хиляди лева от различни държавни фондове, които използва за свои лични цели. Освен от лихвите по вложена в банки част от сумата, той си присвоява и доходи от множество спекулации с валута и ценни книжа, които извършва с държавни пари. В състояние на конфликт на интереси влага значителни суми в облигации по българските държавни заеми. Почти лишен от собствени средства в началото на мандата, в края му той разполага с почти 190 хиляди лева. Подобни злоупотреби, макар и в по-малък мащаб, са обичайни за министрите през този период.
От 1899 до 1919 година Гудев е редактор на вестник „Нов век“ и след участието си в правителството се занимава активно с публицистична дейност. След войните се оттегля от обществения живот.
Петър Гудев умира на 8 май 1932 година в София.